# Danas Arlauskas

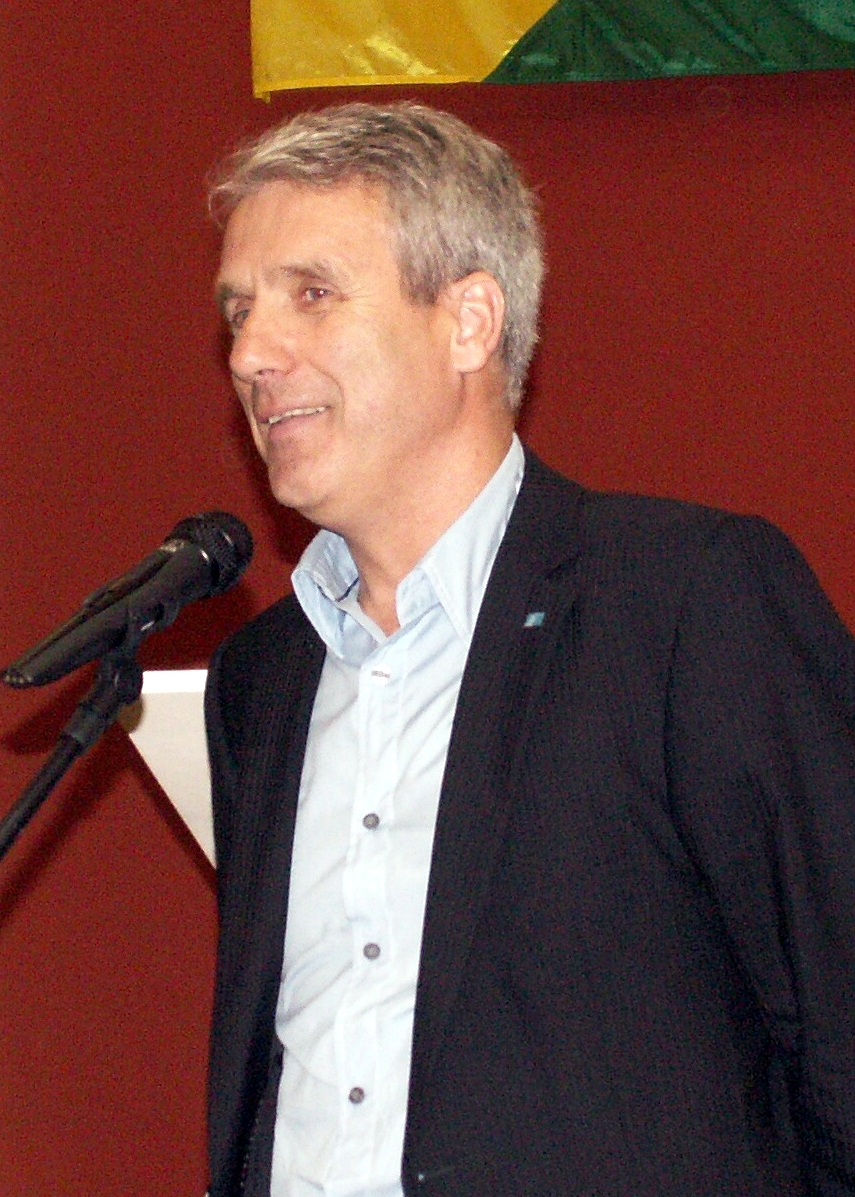

Danas Arlauskas (* 22. Januar 1955 in Kaliningrad, Sowjetunion) ist ein litauischer Manager.

## Leben
1982 absolvierte er das Diplomstudium am Statybinis inžinerijos institutas in Vilnius und wurde Ingenieur.
Von 1990 bis 1992 war er Leiter einer Unterabteilung von Valstybės saugumo departamentas, stellv. Generaldirektor. Von 1993 bis 1995 war er Jurist von Lietuvos žurnalistų sąjunga, von 1997 bis 2002 Generaldirektor von UAB „Lietuvos žinios“. Seit 2002 ist er Generaldirektor von Lietuvos verslo darbdavių konfederacija
Er ist verheiratet. Seine Frau Aurelija (* 1959) ist Journalistin.

## Quelle
- UAB „Neolitas“ „Kas yra kas Lietuvoje 2002“, Portalo 11. Mai 2009 d. redakcija

| Personendaten    | Personendaten            |
| ---------------- | ------------------------ |
| NAME             | Arlauskas, Danas         |
| KURZBESCHREIBUNG | litauischer Manager      |
| GEBURTSDATUM     | 22. Januar 1955          |
| GEBURTSORT       | Kaliningrad, Sowjetunion |